# Art Isn't Easy
«Art Isn't Easy» es el 75.º. episodio de la serie Desperate Housewives que transmite la cadena norteamericana ABC . Este episodio es el quinto de la cuarta temporada. Fue escrito por Jason Ganzel, dirigido por David Grossman y fue estrenado originalmente el 28 de octubre de 2007.

## Estrellas invitadas
- Nathan Fillion como Adam Mayfair.
- Kathryn Joosten como Karen McCluskey.
- Tuc Watkins como Bob Hunter.
- Kevin Rahm como Lee McDermott.
- Michelle Pierce como Tammy Rowland.
- Shirley Knight como Phyllis Van De Kamp.

## Estrella especial invitada
- Jesse Metcalfe como John Rowland.

## Coestrellas
- Pat Crawford Brown como Ida Greenberg.
- Eric Payne como Investigador.
- Austin Majors como Brett.

## Recapitulación del episodio
Los nuevos vecinos de Wisteria Lane, Bob y Lee, instalan una escultura en su patio delantero, algo que al resto de los habitantes les incomoda, diciendo que es un adefesio, a excepción de Susan, quien está tratando de quedar bien con Bob y Lee y ganar su aceptación.  Sin embargo en la mañana siguiente, se revela la verdadera función de la escultura metálica: es una fuente y muy ruidosa. El ruido no deja dormir a Susan y a Mike, por lo que Susan les pide a sus vecinos que apaguen la fuente y la trasladen al patio trasero, lo cual se opusieron a hacer alegando que la necesitan para cubrir todo el ruido que viene de su casa, sus gritos, gemidos y su horrible voz cuando canta en el baño.
Katherine Mayfair decide postularse para ser presidenta de la asociación de los dueños de casa, que ha languidecido desde la muerte de su expresidente, Mary Alice Young. Bob y Lee tratan de conseguir a Lynette Scavo de su lado, que no está de acuerdo sólo porque Katherine le convence que no se opondrá a que el árbol, tan querido por sus hijos, se quede en el vecindario. Cuando Katherine no cumple su promesa de que escatimarán el árbol, Lynette se decide a correr en su contra. Lynette espera que Susan vote a favor de ella, pero ella sigue firmemente contra la fuente. La votación se reduce a un empate (porque Susan ha votado a favor de ambas: Katherine y Lynette), pero Edie Britt señala que Susan votó dos veces. Susan pone de mala gana su voto para Katherine. Una triunfante Katherine informa a Bob, Lee, y Lynette, que ella se pondrá en contacto con respecto a sus infracciones. Aunque su esposo Adam, se niega a felicitarla por su victoria, recordándole que ella no ha hecho ningún amigo desde que se mudaron a Wisteria Lane, y que si ella recuerda el "incidente" que ocurrió en Chicago, los amigos pueden ser muy útiles.
Bree Hodge está furiosa cuando descubre que la madre de su difunto marido, Phyllis Van De Kamp, ha llevado a Danielle fuera del convento. Danielle se niega a volver ya que planea entregar al bebé a su abuela en la aldea de jubilación. Bree reconoce que es cierto que Phyllis le ha tendido una mano al ayudarla para convencer a Danielle de amamantar el bebé ella misma. Bree admite la derrota, asegurando que a Danielle se le va despertar el instinto maternal sólo a patadas en última instancia, hasta que su hijo Andrew recuerda que su abuela le está dando a Danielle una vida más cómoda que el plan de Bree de hacer que asista a la universidad comunitaria. Él le dice a Bree que va a tener que empujar a Phyllis del camino, si desea el bebé. Bree y su esposo Orson le dicen a Danielle lo orgullosos que están de que ella sea la encargada de criar al bebé, en vez de ir a la universidad pública en Florida, y que ya no tienen ninguna objeción al respecto. Una vez que mencionan eso ella cambia de parecer, y como Phyllis no está en su mejor momento de salud, Danielle decide dejar a Bree criar al bebé después de todo. Bree promete a una descorazonada Phyllis que ella puede visitar a su nieto cuando quiera.
Carlos Solis le dice a su novia Edie, que va pasar un fin de semana de golf con los chicos cuando realmente no viaja tan lejos para cumplir con su exesposa Gabrielle. Gabrielle está a punto de salir de su casa cuando ella nota que una van de un cable se ha aparcado en la calle durante un tiempo inusualmente largo. Adivinando que su marido Víctor Lang ha contratado a alguien para seguirla, ella sale disfrazada.
Gabrielle llega al hotel por su encuentro con Carlos y se cruza con su ex jardinero John Rowland, con quien tuvo una aventura secreta durante su matrimonio con Carlos, y su prometida, heredera del hotel, que está embarazada. Antes de irse, Gaby le dice a John que está en el piso de abajo. Carlos se pone menos contento cuando John llega a llamar a la puerta de la habitación de hotel de Gabrille esa noche, pero ella le convence para ocultarse, dado que el suegro de John es un amigo de Víctor. John le confiesa que está con su novia solo por dinero y que quiere reiniciar su aventura. Con Carlos escuchando cada palabra, John recuerda a su vez el falso orgasmo con Carlos cuando John estaba escondido en el armario. Ella le dice a John firmemente que no está interesada y mira a la puerta. Carlos está furioso, pero Gabrielle señala que él es el hombre escondido en el armario ahora. Gabrielle le dice a Carlos que ya es hora de terminar la aventura. Él propone que hagan división de bienes con sus respectivas parejas antes de volver juntos. Ella coincide, y le da un último beso para los próximos seis meses. Lamentablemente, ese beso es fotografiado por el investigador privado.
Susan promete a Lynette que ella misma se va encadenar al árbol antes de dejar que Katherine lo tire abajo y Lynette explica por qué significa tanto: Es el único lugar en que los niños pueden ser niños y no tienen que oír acerca de su cáncer. Entonces viene Katherine y le dice que debido a su larga estancia el árbol puede quedarse. Lynette está perpleja, pero feliz. Cuando Katherine le dice a Bob y Lee que la fuente tiene que desaparecer, ellos contrarrestan diciendo que saben "todo sobre Chicago", haciendo hincapié en el escándalo que obligó a Adam salir de la ciudad.
Edie se muestra desprotegida al admitir que es una persona que siempre ha evitado caer en el amor, y ahora que ella lo tiene, ha sido herida. La pantalla se tira atrás para mostrar al agente, el hombre revela que no estaba trabajando para Víctor, pero sí para Edie.
- Datos: Q725725